# La Princesse et la Reine, ou les Noirs et les Verts
 (octobre 2022).
La mise en forme du texte ne suit pas les recommandations de Wikipédia : il faut le « wikifier ».
Les points d'amélioration suivants sont les cas les plus fréquents. Le détail des points à revoir est peut-être précisé sur la page de discussion.
- Les titres sont pré-formatés par le logiciel. Ils ne sont ni en capitales, ni en gras.
- Le texte ne doit pas être écrit en capitales (les noms de famille non plus), ni en gras, ni en italique, ni en « petit »…
- Le gras n'est utilisé que pour surligner le titre de l'article dans l'introduction, une seule fois.
- L'italique est rarement utilisé : mots en langue étrangère, titres d'œuvres, noms de bateaux, etc.
- Les citations ne sont pas en italique mais en corps de texte normal. Elles sont entourées par des guillemets français : « et ».
- Les listes à puces sont à éviter, des paragraphes rédigés étant largement préférés. Les tableaux sont à réserver à la présentation de données structurées (résultats, etc.).
- Les appels de note de bas de page (petits chiffres en exposant, introduits par l'outil «  Source ») sont à placer entre la fin de phrase et le point final[comme ça].
- Les liens internes (vers d'autres articles de Wikipédia) sont à choisir avec parcimonie. Créez des liens vers des articles approfondissant le sujet. Les termes génériques sans rapport avec le sujet sont à éviter, ainsi que les répétitions de liens vers un même terme.
- Les liens externes sont à placer uniquement dans une section « Liens externes », à la fin de l'article. Ces liens sont à choisir avec parcimonie suivant les règles définies. Si un lien sert de source à l'article, son insertion dans le texte est à faire par les notes de bas de page.
- La présentation des références doit suivre les conventions bibliographiques. Il est recommandé d'utiliser les modèles {{Ouvrage}}, {{Chapitre}}, {{Article}}, {{Lien web}} et/ou {{Bibliographie}}. Le mode d'édition visuel peut mettre en forme automatiquement les références.
- Insérer une infobox (cadre d'informations à droite) n'est pas obligatoire pour parachever la mise en page.

Pour une aide détaillée, merci de consulter Aide:Wikification.
Si vous pensez que ces points ont été résolus, vous pouvez retirer ce bandeau et améliorer la mise en forme d'un autre article.
La Princesse et la Reine, ou les Noirs et les Verts est une nouvelle de high fantasy du romancier américain George R. R. Martin, publiée dans l'anthologie Dangerous Women en 2013,,. La nouvelle est présentée sous la forme d'écrits de l'historien fictif Archmaester Gyldayn, qui est également "l'auteur" de la nouvelle de 2014 de Martin, The Rogue Prince, une préquelle directe de La Princesse et la Reine. L'intrigue de La Princesse et la Reine et The Rogue Prince est ensuite développée dans le roman Feu et Sang de 2018, qui a par ailleurs donné naissance à une série télévisée en 2022.
Une série dérivée de la célèbre série de romans A Song of Ice and Fire de Martin, La Princesse et la Reine se déroule environ 200 ans avant les événements de A Game of Thrones (1996) et raconte la guerre de succession qui explose entre la princesse héritière Rhaenyra Targaryen (dont les partisans sont connus comme "les noirs") et sa belle-mère la reine Alicent Hightower (soutenue par "les verts"), qui conspira pour usurper Rhaenyra et avoir son demi- frère Aegon (fils aîné d'Alicent) couronné sur le trône de fer à la place,,. Aegon (en tant qu'Aegon II) et Rhaenyra sont tous deux couronnés par leurs partisans respectifs au début de la guerre civile, et tous deux sont finalement tués, mais les partisans de Rhaenyra sortent victorieux, avec son enfant survivant le plus âgé (les trois aînés étant morts pendant la guerre) étant couronné comme le roi incontesté Aegon III. La maison Targaryen, continuant à travers la lignée familiale directe de Rhaenyra, règne durant les 200 prochaines années, jusqu'à ce qu'elle soit renversée par Robert Baratheon de la maison Baratheon, liant le résultat de La Princesse et la Reine au statut d'ouverture de Westeros dans le roman principal A Song of Ice and Fire. La guerre civile est appelée la "Danse des dragons" en raison de l'implication active des dragonniers, et est désignée comme la principale cause de l'extinction des dragons à Westeros avant l'époque de A Song of Ice and Fire.

## Intrigue
À la mort du roi Viserys I Targaryen, sa deuxième épouse et veuve, la reine Alicent de la maison Hightower, conspire un coup d'État et fait couronner leur fils aîné, le prince Aegon II, avant que la seule fille survivante du premier mariage de Viserys, la princesse héritière Rhaenyra, puisse elle-même hériter du trône de fer. Bien que Rhaenyra soit l'aînée des enfants du roi et ait été nommée héritière apparente des années auparavant, la reine Alicent et ses partisans déclarent Rhaenyra inapte à régner (car Rhaenyra vient d'avoir un accouchement douloureux et prolongé jusqu'à une mortinaissance défigurée) et soutiennent qu'en tant que femme, Rhaenyra devrait être placé après les enfants mâles d'Alicent dans la ligne de succession.
Après que Rhaenyra ait été couronnée reine par ses partisans au siège ancestral des Targaryen à Peyredragon, son deuxième fils, Lucerys Velaryon, et le frère cadet du roi Aegon, Aemond, emmènent tous deux leurs dragons chercher le soutien de Lord Borros Baratheon de Storm's End. Cependant, Lucerys et son dragon Arrax sont attaqués et tués au-dessus de ShipBreaker Bay par Aemond. Pour se venger, l'oncle et deuxième mari de Rhaenyra, le prince Daemon, fait assassiner le fils aîné et héritier d'Aegon II, Jaehaerys, par une paire d'assassins. Bientôt, les deux branches de la lignée royale Targaryen sont en guerre ouverte, ralliant diverses maisons nobles soutenant Rhaenyra (connues sous le nom de "Les Noirs", une couleur qu'elle portait souvent) contre celles soutenant Aegon II et la Reine Alicent (connues sous le nom de "Les Verts", une couleur qu'elle portait souvent).
La guerre de succession – connue sous le nom de "Danse des dragons" en raison du fait que les deux camps ont des cavaliers de dragons – est la première grande guerre civile de la dynastie Targaryen, et voit de nombreux Targaryens, dragons et nobles tués au combat. Après quelques premières victoires des Verts, Rhaenyra réussit à renverser la vapeur et attaque la capitale, Port-Réal, expulsant Aegon II. Son désir vengeur, sa paranoïa et les exécutions sommaires ultérieures de traîtres perçus, cependant, ont déclenché une émeute chaotique, au cours de laquelle des foules en colère craignant les dragons ont pris d'assaut Fossedragon et ont tué la plupart des dragons restants (ainsi que Joffrey Velaryon, son dernier fils survivant de son premier mari, Laenor Velaryon), et elle est forcée de fuir après seulement six mois sur le trône. Finalement, les deux frères d'Aegon II, Aemond et Daeron, ainsi que son seul fils restant, Maelor, sont tous tués, et lui-même rendu estropié et n'est plus fertile ; de même, à la fin de la guerre, les trois aînés de Rhaenyra ont tous été tués. Rhaenyra elle-même est trahie et capturée par Aegon II, qui l'exécute brutalement en la servant en pâture à son dragon handicapé Sunfyre. La guerre continue, les partisans de Rhaenyra se ralliant à son quatrième fils, Aegon le Jeune, bien que ce dernier ait été emprisonné en otage par Aegon II.
En tant que dernier membre masculin vivant de la maison Targaryen (autre que le prince perdu, Viserys Targaryen), le fils de Rhaenyra, Aegon le Jeune, est nommé par Aegon II comme son héritier. Cependant, après l'anéantissement du dernier hôte des Verts à la bataille de Kingsroad, Aegon II, obstinément défiant, est assassiné par ses propres hommes et Aegon le Jeune est couronné par les Noirs victorieux en tant que roi Aegon III, mettant fin au conflit. Cependant, la maison Targaryen a perdu presque tous ses dragons et les survivants sont devenus sauvages et/ou sont morts sous le règne d'Aegon III.

## Développement
Selon George RR Martin, la danse des dragons, le principal conflit décrit dans La Princesse et la Reine, a été inspirée par la guerre civile de 15 ans dans l'Angleterre médiévale connue sous le nom d'Anarchie anglaise, où l'impératrice Mathilde, la fille et héritière d'Henri Ier d'Angleterre, a mené une longue guerre de succession contre son cousin Stephen de 1138 à 1153 apr. J.-C., qui s'est finalement terminée par l'ascension du fils de Mathilde, Henri II, le fondateur de la dynastie Plantagenêt.
L'histoire devait être incluse dans le livre d'accompagnement The World of Ice & Fire mais a été supprimée, car le livre devenait trop long pour le concept original d'un livre entièrement illustré. Celle-ci et plusieurs autres histoires sont apparues dans des versions abrégées dans d'autres anthologies. 

## Réception
Entertainment Weekly a qualifié le roman court de 35 000 mots de "grande démonstration de la capacité de Martin à dramatiser les complexités glissantes du pouvoir : comment le mal engendre l'héroïsme, comment les héros deviennent des villains". La Princesse et la Reine a été nommée pour un prix Locus 2014.